# Philotheria damon
Philotheria damon är en insektsart som beskrevs av Ronald Gordon Fennah 1957. Philotheria damon ingår i släktet Philotheria och familjen Dictyopharidae. Inga underarter finns listade i Catalogue of Life.